# Elektronik (Zeitschrift)
Die Fachzeitschrift Elektronik erscheint seit den 1950er-Jahren, zunächst im Franzis-Verlag, heute im WEKA-Verlag. Sie wendet sich fast ausschließlich an Ingenieure und arbeitet mit Belegquellangaben.
Die meisten Artikel verfassen externe Autoren, entweder Forscher von Universitäten oder Entwickler neuer Produkte aus Unternehmen. Früher standen Bauelemente und ICs im Vordergrund, heute die Mikrocontrollertechnik.
Das Online-Portal ist bekannt als Elektroniknet.

Logo des Online-Portals